# アルバート・メラビアン
アルバート・メラビアン（Albert Mehrabian、1939年 - ）はアメリカ合衆国の心理学者。姓はマレービアンやメレビアンなどと読まれることもある。アルメニア系アメリカ人で、カリフォルニア大学ロサンゼルス校（UCLA）心理学名誉教授。
メラビアンは、言語によるメッセージと非言語メッセージを比較してどちらが重要か調査した結果を出版したことによって世間に知られるようになった。人間の感情やコミュニケーションに関する研究を行ってきたほか、投資の心理学や子供に与える名前の良し悪しなど一般の関心の高い事柄に関しても著書を出している。
彼が発見した、感情や態度について矛盾したメッセージが発せられたときの人の受けとめ方は、世界中の人間関係についての研修やセミナーなどで誤解して引用され、「メラビアンの法則」、「7-38-55のルール（7%-38%-55% Rule）」と呼ばれていることも多い。

## コミュニケーションの三つの要素
1971年の著書『Silent messages（邦題：非言語コミュニケーション）』における調査では、メラビアンは次のような結論を出した。まず、人と人とが直接顔を合わせるフェイス・トゥー・フェイス・コミュニケーションには基本的に三つの要素があることである。
- 言語
- 声のトーン　（聴覚）
- 身体言語（ボディーランゲージ） （視覚）

そして、これら三つの要素は、メッセージに込められた意味・内容の伝達の際に占める割合が違う。彼によれば、これらの要素が矛盾した内容を送っている状況下において、言葉がメッセージ伝達に占める割合は7 %、声のトーンや口調は38 %、ボディーランゲージは55 %であった。
効果的で意義のあるコミュニケーションをするためには、これら三つのメッセージ要素が、メッセージの意味を正しく伝えるように互いに支えあう必要がある。つまり三つの要素は一致する必要がある。しかし要素間に不一致・矛盾が発生した場合は、メッセージの受け手は異なる回路から異なる伝言を受け取り、異なる情報を与えられるため、不快な思いをすることとなる。
次の例は、言語コミュニケーションと非言語コミュニケーションに不一致が生じた場合である。
- 言葉：　「君は悪くなんかないよ！」
- 態度：　目線を合わせない、浮かない表情をする、等

この場合、受け手はコミュニケーションにおいて優勢な要素のほうを受け入れる傾向がある。すなわちメラビアンに拠れば非言語コミュニケーション（38 + 55 %）のほうを、言ったとおりの言葉（7 %）よりも信用する。
ここで重要なことは、それぞれの研究において、メラビアンは感情や態度（すなわち、好意・反感）の伝達を扱う実験を行ったことである。つまり単に事実のみを伝えたり要望をしたりするコミュニケーションの場合には無関係である。加えて、メッセージの受け手が声の調子や身体言語といったものを過度に重視するのは、メッセージの送り手がどちらとも取れるメッセージを送った状況でのみ発生することである。非言語コミュニケーションの占める合計が93 %に及ぶのは、言っている言葉（言語）と、とっている口調や表情（視覚、聴覚）に矛盾が発生する場合のことである。

## メラビアンの法則の誤解
メラビアンの「7-38-55のルール（7%-38%-55% Rule）」は彼の研究結果より誇張されて一人歩きしている。中には、どのような内容のコミュニケーションや、どのような状況下でも、メッセージの意味は大半が非言語コミュニケーションによって伝達される、と主張する者もいる。
限定された状況下でのメラビアンの調査の結果をどのような状況にもあてはめる過度の一般化は、いわゆる「メラビアンの法則」をめぐる基本的な誤りである。メラビアン自身も自分のウェブページで、「好意の合計 = 言語による好意7% + 声による好意38% + 表情による好意55%」という等式は好意・反感などの態度や感情のコミュニケーションを扱う実験から生み出されたものであり、話者が好意や反感について語っていないときは、これらの等式はあてはまらないと言明している。